# 퍼스트에너지 스타디움
퍼스트에너지 스타디움(영어: FirstEnergy Stadium)은 미국 오하이오주 클리블랜드에 위치한 다목적 미식축구 경기장이다. NFL 클리블랜드 브라운스의 홈 경기장으로 사용하고 있다.